# 特技表演

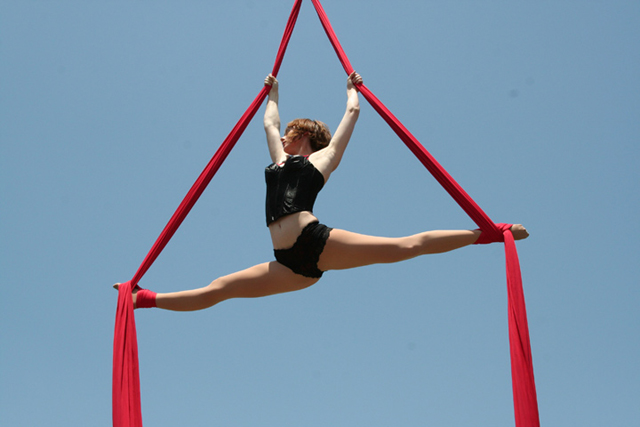

特技表演（英語：Acrobatics，源自古希臘語 ἀκροβατέω, akrobateo, "walk on tiptoe, strut"）是展現表演者平衡、敏捷以及运动协调能力的表演。這類的技巧常用在表演艺术、体育运动以及武術中。最多用到特技表演技巧的運動有雜技舞、马戏和体操，像芭蕾舞、走扁带和跳水也會用到不少特技表演技巧。有時也會將特技飛行列在特技表演的項目中。

## 歷史

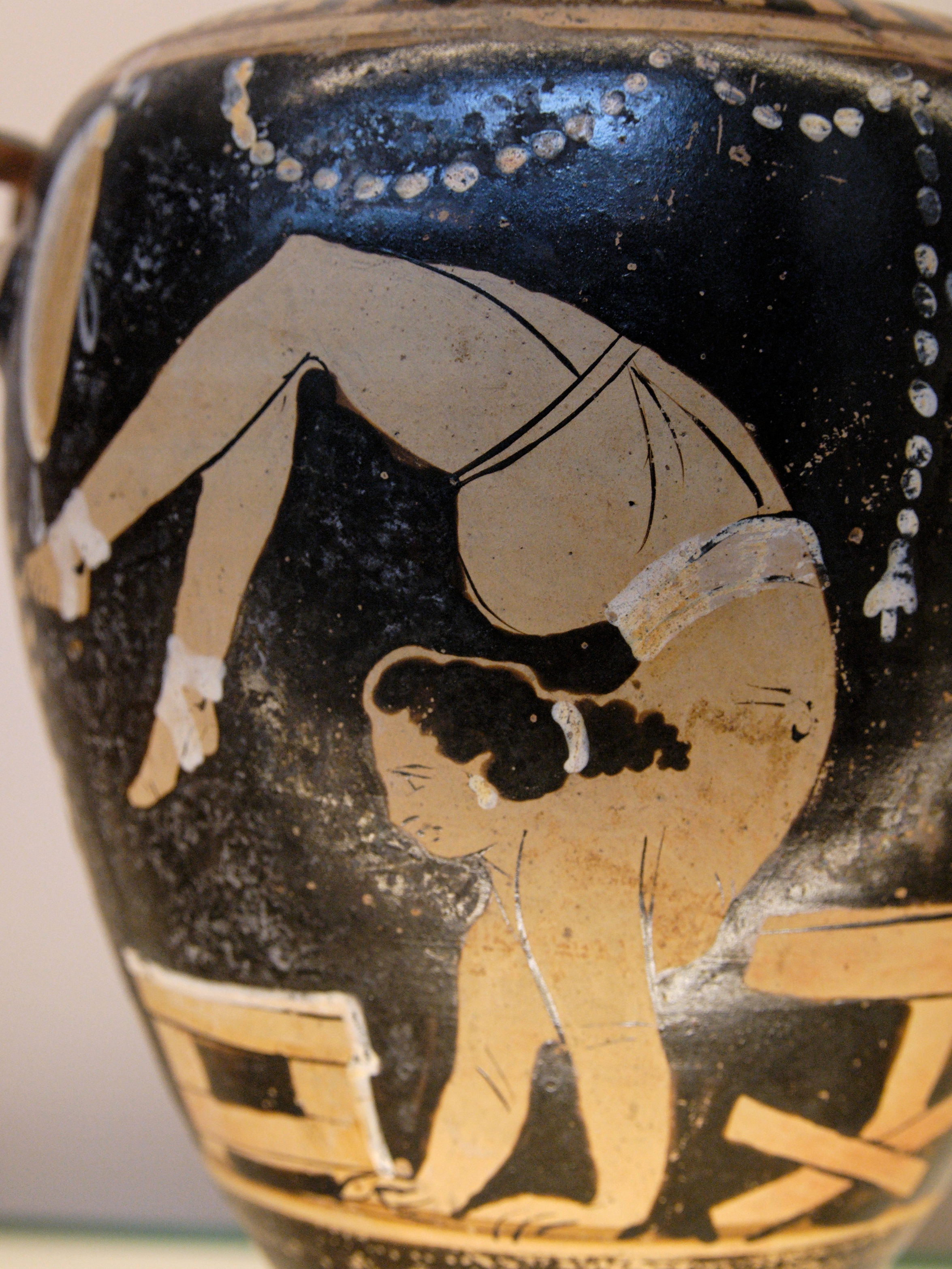
古希臘水罐上描繪的女特技表演者

許多文化中都有特技表演的傳統，在上千年前就有特技表演的記載。例如西元前二千年的米诺斯文明就有在牛背上的特技表演。古希腊也有特技表演。中古時代歐洲的宮廷表演中常會有特技表演，其中包括雜技。
中國自唐朝起，特技表演就成為民俗的一部份，像在農村的豐收慶典中就會特技表演。唐朝的特技表演發展方式和歐洲中古時期的特技表演相當類似，是以宮廷內的表演為主。特技表演後來演變於雜技藝術中重要的一部份。
acrobatic一詞在十九世紀一開始只是指走钢丝，但後來包括马戏在內的表演藝術也使用此一詞語。在十九世紀末，翻筋斗、特技表演以及體操表演成為歐洲的體育競賽。

## 種類

### 特技平衡
特技平衡是以地板為基礎的特技表演，其中包括由二人或多人組成的平衡、起身、或讓肢體呈現特別姿勢的表演。

### 特技舞
特技舞是結合傳統舞蹈以及精準特技元素的舞蹈。

### Aerial
Aerial是在空中配合懸吊設備進行的特技表演。

#### 空中秋千
空中秋千是用繩子或金屬帶懸掛在上方支撐物的短單槓，上面可以進行的特技表演有靜態的Static trapeze、spinning、swinging或空中飛人，可以一人、二人或多人一起表演。